# Třída Aurore
Třída Aurore byla třída diesel-elektrických ponorek francouzského námořnictva z období druhé světové války. Z plánovaných 15 kusů byla L'Aurore dokončena ještě za války a potopena roku 1942 vlastní posádkou. Druhou ponorku do služby zařadila německá Kriegsmarine. Ta byla za války rovněž potopena. Dalších pět ponorek bylo pro francouzské námořnictvo dokončeno po válce. Poválečné ponorky tvoří dvě podskupiny, lišící se rozsahem poválečných úprav jejich konstrukce. Všechny byly vyřazeny v průběhu 60. let.

## Stavba
Tato třída představovala další evoluci 630tunových ponorek, ale při větším výtlaku měla zvětšený dosah, větší operační hloubku ponoru a posílenou torpédovou výzbroj. Celkem bylo objednáno 15 ponorek této třídy. Jedna byla objednána v rámci programu pro rok 1934, čtyři v programu pro rok 1937 a deset v programu pro rok 1938. Do jejich stavby se zapojilo pět loděnice. Pět ponorek rozestavěla loděnice Chantiers et Ateliers Normand v Le Havre, po čtyřech ponorkách loděnice Ateliers et Chantiers de la Seine-Maritime v Le Trait a Ateliers et Chantiers Dubigeon v Nantes a konečně po jednom člunu loděnice Arsenal de Toulon v Toulonu a Schneider v Chalon-sur-Saône. Stavbu všech ponorek se podařilo zahájit, porážka Francie v červnu 1940 však dokončení plných čtrnácti člunů znemožnila. V původní podobě tak byla dokončena pouze L'Aurore, která byla přijata do služby v roce 1940. Ostatní rozestavěné čluny ukořistilo Německo, jejich stavba byla zastavena, či rovnou zrušena.
Po válce se francouzské námořnictvo potýkalo s nedostatkem ponorek a bylo rozhodnuto část rozpracovaných ponorek třídy Aurore dokončit. První skupinou byla trojice La Créole, L'Africaine a L'Astrée, které byly v pokročilejší fázi stavby a do služby vstoupily v roce 1949. Druhou skupinu tvořily L'Andromède a L'Artémise, upravené mnohem výrazněji a zařazené do služby v roce 1954.
Jednotky třídy Aurore:
| Jméno                       | Loděnice                                   | Založení kýlu | Spuštěna                      | Vstup do služby | Osud |
| --------------------------- | ------------------------------------------ | ------------- | ----------------------------- | --------------- | --- |
| Aurore (Q192)               | Arsenal de Toulon                          | 1935          | 26. července 1939             | červen 1940     | V letech 1940–1942 pod kontrolou vlády ve Vichy. Dne 27. listopadu 1942 v Toulonu potopena vlastní posádkou.             |
| La Créole (S606, ex Q193)   | Chantiers et Ateliers Normand              | 1937          | 8. června 1940 8. května 1946 | 1949            | 1940 odvlečena do Velké Británie, kde přečkala válku. První skupina po válce dokončených ponorek. Prodána do šrotu 1961. |
| La Bayadère (Q194)          | Chantiers et Ateliers Normand              | 1937          | –                             | –               | Stavba zrušena. Sešrotována 1940.                                                                                        |
| La Favorite (Q195)          | Ateliers et Chantiers de la Seine-Maritime | 1937          | 5. listopadu 1942             | 1942            | Německo ji roku 1942 dokončilo jako UF2. Využívána ve výcviku, potopena 1944.                                            |
| L'Africaine (S607, ex Q196) | Ateliers et Chantiers de la Seine-Maritime | 1937          | 7. prosince 1946              | říjen 1949      | Německem přejmenována UF1, ale zůstala nedokončena. První skupina po válce dokončených ponorek. Prodána do šrotu 1963.   |
| L'Astrée (S608, ex Q200)    | Ateliers et Chantiers Dubigeon             | 1938          | 3. května 1946                | duben 1949      | První skupina po válce dokončených ponorek. Prodána do šrotu 1966.                                                       |
| L'Andromède (S601, ex Q201) | Ateliers et Chantiers Dubigeon             | 1938          | 17. listopadu 1949            | duben 1953      | Německem přejmenována UF3, ale zůstala nedokončena. Druhá skupina po válce dokončených ponorek. Prodána do šrotu 1966.   |
| L`Antigone (Q202)           | Schneider, Chalon-sur-Saône                | 1938          | –                             | –               | Stavba zastavena 1940.                                                                                                   |
| L`Andromaque (Q203)         | Ateliers et Chantiers de la Seine-Maritime | 1938          | –                             | –               | Stavba zastavena 1940.                                                                                                   |
| L'Artémise (S603, ex Q206)  | Chantiers et Ateliers Normand              | 1939          | 28. června 1942               | únor 1954       | Druhá skupina po válce dokončených ponorek. Prodána do šrotu 1967.                                                       |
| L`Armide (Q207)             | Ateliers et Chantiers de la Seine-Maritime | 1939          | –                             | –               | Stavba zastavena 1940.                                                                                                   |
| L`Hermione (Q211)           | Chantiers et Ateliers Normand              | 1940          | –                             | –               | Stavba zastavena 1940.                                                                                                   |
| La Gorgone (Q212)           | Chantiers et Ateliers Normand              | 1940          | –                             | –               | Stavba zastavena 1940.                                                                                                   |
| La Clorinde (Q213)          | Ateliers et Chantiers Dubigeon             | 1940          | 8. července 1943              | –               | Stavba zrušena 1940. |
| La Cornélie (Q214)          | Ateliers et Chantiers Dubigeon             | 1940          | –                             | –               | Stavba zrušena 1940. |

## Konstrukce

### L'Aurore
Hlavňovou výzbroj tvořil jeden 100mm kanón a dva protiletadlové 13,2mm kulomety. Ponorka navíc nesla devět 550mm torpédometů. Čtyři příďové a dva záďové ještě doplňoval trojitý externí torpédomet. Neseno bylo až 11 torpéd. Pohonný systém tvořily dva diesely Sulzer o výkonu 3000 bhp a dva elektromotory o výkonu 1400 shp, pohánějící dva lodní šrouby. Nejvyšší rychlost dosahovala 14,5 uzlu na hladině a 9 uzlů pod hladinou. Dosah byl 5600 námořních mil při rychlosti deset uzlů na hladině (nebo 2250 námořních mil při rychlosti patnáct uzlů na hladině) a osmdesát námořních mil při rychlosti pět uzlů pod hladinou. Operační hloubka ponoru dosahovala sto metrů.

### UF2
Ponorka UF2 (ex La Favorite) byla dokončena s německým vybavením. Detaily o její podobě nejsou známy. Nesla německý 88mm kanón. Pravděpodobně neměla otočný torpédomet.

### SkupinaLa Créole
První poválečná skupina byla modifikována v souladu s poznatky z bojů. Například dostaly novou velitelskou věž, zvětšenou záď a modifikovanou výzbroj, kterou tvořil jeden německý 88mm kanón, dva 20mm kanóny a deset 550mm torpédometů (čtyři příďové, dva záďové a čtyři externí). Pohonný systém se nezměnil, rychlost mírně vzrostla na 15,5 uzlu na hladině a 9,3 uzlu pod hladinou. Dosah byl 8800 námořních mil při rychlosti deset uzlů na hladině.

### SkupinaL'Andromède
Druhá poválečná skupina byla modifikována ve větší míře, především s cílem zvýšit jejich rychlost pod hladinou a rychlost ponoření, podobně jako u amerického projektu GUPPY. Nástavba dostala proudnicový tvar a výstupky byly odstraňovány i z trupů ponorek. Zcela zmizela hlavňová výzbroj, počet torpédometů zůstal zachován. Rychlost pod hladinou se podařilo zvýšit o jeden uzel (na 10,3 uzlu). Přestavba L'Artémise trvala o něco déle, neboť byla vybavena systémem řízení palby vyvinutým pro první poválečnou třídu Narval.